# Tephritis atocoptera
Tephritis atocoptera är en tvåvingeart som beskrevs av Agarwal och Kapoor 1988. Tephritis atocoptera ingår i släktet Tephritis och familjen borrflugor. Inga underarter finns listade i Catalogue of Life.